# Twin Rocks (Antarktika)
Die Twin Rocks (englisch für Zwillingsfelsen) sind zwei benachbarte Felsenkliffs im ostantarktischen Viktorialand. Sie ragen 10 km östlich des Halfway-Nunataks aus dem Lower Staircase des Skelton-Gletschers auf. Sie stellen eine wichtige Landmarke beim Aufstieg über den Gletscher zum Polarplateau dar.
Die neuseeländische Mannschaft der Commonwealth Trans-Antarctic Expedition (1955–1958) gab ihnen ihren deskriptiven Namen.